# Fieschi (familia)

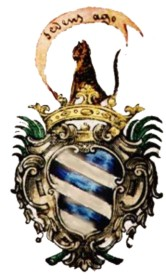
Escudo de la familia Fieschi.

Los Fieschi (o Fiesque) son una ilustre familia de la aristocracia de Génova cuyo origen se remonta a los primeros de la Edad Media. Fue en principio poseedora con plena soberanía y con título de condado de la ciudad de Lavagna, situada al este de Génova; pero se la cedió a esta República en 1198, y recibió a cambio el derecho de burguesía y de nobleza. 
Los Fieschi contaban con numerosos feudos en Liguria, Piamonte, Lombardía, Umbría e incluso en el reino de Nápoles. Dieron a la Iglesia dos papas (Inocencio IV y Adriano V), gran número de cardenales, patriarcas, obispos y arzobispos. 
Se cuenta entre ellos a diversos nobles del Sacro Imperio Romano, un mariscal de Francia en tiempos de Luis IX, varios generales y cuatro almirantes.

## Personalidades de esta familia
- Inocencio IV
- Adriano V
- Gian Luigi Fieschi

- Datos: Q1411698
- Multimedia: House of Fieschi / Q1411698